# دوري أندورا الممتاز 2011–12
دوري أندورا الممتاز 2011–12 هو الموسم 17 من  دوري أندورا الممتاز. أقيم خلال الفترة 18 سبتمبر 2011 وحتى 22 أبريل 2012، والذي يشرف على تنظيمه اتحاد أندورا لكرة القدم، وكان عدد الأندية المشاركة فيه  8، وفاز فيه نادي لوسيتانوس.